# Dominique Féret
 (mars 2011).
Si vous disposez d'ouvrages ou d'articles de référence ou si vous connaissez des sites web de qualité traitant du thème abordé ici, merci de compléter l'article en donnant les références utiles à sa vérifiabilité et en les liant à la section « Notes et références ».
Pour les articles homonymes, voir Féret.
Dominique Féret, né en 1951 à Rouen, est auteur de théâtre, metteur en scène et réalisateur français.

## Biographie
Après des études à Sciences Po Paris, il se consacre au théâtre. Il est invité par Jacques Lassalle au Studio Théâtre de Vitry en 1983 pour y réaliser sa première mise en scène : Colère, d’après Mars de Fritz Zorn. Suivront d’autres spectacles au Théâtre national de Strasbourg : de Gaulle (1987), Charles de Foucauld (1988).
À partir de 1995 avec Abbas (extrait de La Misère du monde de Pierre Bourdieu), spectacle donné au Théâtre Paris-Villette, il s’attache à la représentation d’un théâtre documentaire constitué à partir d’entretiens recueillis auprès de personnes réelles qui lui racontent leurs vies, donc leurs fictions.
En 1999, Michèle Gavras lui propose de lui produire son premier film documentaire : Les Pêcheurs sur la Lune.
En 2003, Olivier Py lui passe commande d'un spectacle sur la philosophe Simone Weil, et en 2014 d'une adaptation de La chaste vie de Jean Genet de Lydie Dattas pour la cour d'honneur du Palais des Papes au Festival d'Avignon.    

## Auteur
- Les Yeux rouges[3], éditions Les Solitaires intempestifs, 1998 ;
- Escalier B, 5e étage diffusé sur France Culture, mars 1983 ;
- Et notre vie sera douce, Festival Nava, juillet 2012.

## Metteur en scène
- La Pesanteur et la Grâce d’après l’œuvre de Simone Weil, C.D.N. d’Orléans (2003), Bibliothèque nationale de France, novembre 2009 ;
- Les Yeux rouges (éditions Les Solitaires intempestifs) C.D.N. de Besançon et tournée dans 25 villes en France et Suisse de 1998 à 2000 ;
- Pasolini, au Théâtre de la Bastille, (2000) ;
- Abbas au Théâtre Paris-Villette (1995) ;
- Les apparences sont trompeuses de Thomas Bernhard au Théâtre de l'Athénée (1991);
- Charles de Foucauld (1988), Théâtre national de Strasbourg
- De Gaulle (1987) au Théâtre national de Strasbourg
- Colère d’après Mars de Fritz Zorn au Studio Théâtre de Vitry (1983).

## Réalisateur de films documentaires
- Devenir prêtre, Production Camera Lucida, KTO, juin 2010
- Et notre vie sera douce, 2009, Production Iskra
- Prêtre-ouvrier, 2006, Camera lucida productions, diffusion Planète 2007
- Clair soleil, produit par Michèle Ray-Gavras/KG productions, juin 2002, Festival Entrevues Belfort
- Une Petite Beauté, juin 2001
- Les Pêcheurs sur la Lune, 1999 produit par Michèle Ray-Gavras.

## Divers
- Producteur délégué France Culture, émissions À voix nue, 2011
- Chargé de mission auprès de la commission Hélène Vincent pour le Ministère de la Culture, 1989-90
- Secrétaire particulier et attaché de presse de Plantu, dessinateur au journal Le Monde, (1983-1986)
- Lauréat de la Villa Médicis hors les murs